# Godoy Cruz Antonio Tomba
Godoy Cruz Antonio Tomba (eller bare Godoy Cruz) er en argentinsk fodboldklub fra byen Godoy Cruz. Klubben spiller i landets bedste liga, Primera División de Argentina, og har hjemmebane på stadionet Estadio Feliciano Gambarte. Klubben blev grundlagt den 1. juli 1921, det er en af de mest anerkendte klubber i det indre af landet.

I 2006 spiller for første gang i sin historie den argentinske første division.
I 2011 bestrider han for første gang Copa Libertadores, der vender tilbage til at spille i udgivelserne i 2012 og 2017.
I 2018 opnåede han sin bedste kampagne til dato i første division mesterskab og nåede andenpladsen.

## Kendte spillere
- Daniel Oldrá
- Juan Alejandro Abaurre
- Enzo Pérez
- David Ramírez
- Sebastián Torrrico
- Nelson Ibáñez
- Leandro Caruso
- Fernando Zuqui
- Carlos Andrés Sánchez
- Armando Cooper

## Berømte trænere
- Jorge Da Silva
- Omar Asad
- Martín Palermo
- Lucas Bernardi